# 3D Dot Game Heroes
3D Dot Game Heroes (3Dドットゲームヒーローズ) é um jogo de 2009 do gênero ação-aventura desenvolvido pela Silicon Studio e lançada pela From Software no Japan, Atlus na América do Norte e pela SouthPeak Games na Europe. O jogo usa um estilo único, apresentando gráficos retrô 2D em um ambiente 3D. O jogo foi lançado no Japão em 05 de novembro de 2009, no mercado norte-americano em 11 de maio de 2010 e na Europa em 14 de maio de 2010, exclusivamente para o PlayStation 3.